# Де Тіалао
Де Тіалао (д/н —1697) — 14-й дамель (володар) держави Кайор в 1693—1697 роках. Повне ім'я детіалао Бассін Суранг Фалл.

## Життєпис
Походив з династії Фалл, гілки Мадіор. Про нього обмежено відомостей. 1693 році зумів захопити влади в державі, відсторонивши Бірам Мбенду Тілора.
Вів невдалі війни з державою Баол. Зрештою осліп, що стали вважати поганою ознакою. Наслідком цього стало перехід знаті на бік Лат Сукабе Нгоне, теігне (правителя) Баола. Останній повалив Де Тіалао й сам став дамелем Кайору.